# Кувак
Кувак — поселок в Северном районе Оренбургской области в составе Курско-Васильевского сельсовета.

## География
Находится на расстоянии примерно 19 километров по прямой на север-северо-восток от районного центра села Северного.

## Население
Население составляло 33 человека в 2002 году (мордва 97%), 13 по переписи 2010 года.